# Vitsands distrikt
Vitsands distrikt är ett distrikt i Torsby kommun och Värmlands län. Distriktet ligger omkring Vitsand i norra Värmland.

## Tidigare administrativ tillhörighet
Distriktet inrättades 2016 och utgörs av socknen Vitsand i Torsby kommun.
Området motsvarar den omfattning Vitsands församling hade vid årsskiftet 1999/2000.

## Tätorter och småorter
I Vitsands distrikt finns två småorter men inga tätorter. 

### Småorter
- Killingerud
- Vitsand